# Tropiocolotes wolfgangboehmei
Tropiocolotes wolfgangboehmei là một loài thằn lằn trong họ Gekkonidae. Loài này được Wilms, Shobrak & Wagner mô tả khoa học đầu tiên năm 2010.